# Collateral
 Collateral és un thriller estatunidenc dirigit per Michael Mann i estrenat en 2004. Tom Cruise i Jamie Foxx interpreten els dos papers principals en aquesta pel·lícula que ha aconseguit més de 200 milions de dòlars de recaptacions a tot el món i ha estat nominat en diversos premis, entre els quals els Oscars.

## Argument
Després d'haver acompanyat Annie, una fiscal que li ha deixat la seva targeta de visita i amb qui s'ho ha passat bé, Max, un taxista, accepta agafar un client, Vincent, per a trajectes. Vincent pretén que ha veure cinc persones per decidir un contracte immobiliari aquella mateixa nit. Però la primera d'aquestes persones cau morta sobre el sostre del taxi mentre Vincent l'anava a veure. Vincent, que resulta ser un assassí a sou, decideix servir-se de Max com a xofer al llarg de la seva gira. Al fil de la nit, i paral·lelament, l'inspector Fanning de la policia de Los Angeles comença la seva investigació, mentre els dos homes començaran a fer uns vincles ben particulars i a saber-ne l'un de l'altre.
Max intentarà primer de tot sortir-se'n d'aquesta situació però, després de la intervenció de Vincent que abat els brètols que acabaven d'atracar el taxi i la visita de Max i Vincent en un club de jazz el propietari del qual és de fet un dels blancs de l'assassí a sou, Max es trobarà en un engranatge que el marca com a còmplice, o cap de turc, de Vincent i és obligat a col·laborar amb ell, mentre que només Fanning sembla creure en la seva innocència.

## Repartiment
- Tom Cruise: Vincent
- Jamie Foxx: Max
- Jada Pinkett Smith: Annie
- Mark Ruffalo: Fanning
- Peter Berg: Richard Weidner
- Bruce McGill: Pedrosa
- Irma P. Hall: Ida
- Barry Shabaka Henley: Daniel
- Javier Bardem: Felix
- Emilio Rivera: Paco
- Jason Statham
- Richard T. Jones: policier de la circulation

## Al voltant de la pel·lícula
- Pel paper de Max, Adam Sandler i Cuba Gooding Jr. eren les primeres tries fins i tot Robert De Niro que els estudis han rebutjat, buscant un actor més jove. Pel de Vincent, les primeres tries eren Russell Crowe, Colin Farrell i Edward Norton mentre que per al detectiu Fanning la primera tria era Vall Kilmer.

## Premis i nominacions

### Premis
- 2005. BAFTA a la millor fotografia per Dion Beebe i Paul Cameron

### Nominacions
- 2005. Oscar al millor actor secundari per Jamie Foxx
- 2005. Oscar al millor muntatge per Jim Miller i Paul Rubell
- 2005. Globus d'Or al millor actor secundari per Jamie Foxx
- 2005. BAFTA al millor director per Michael Mann
- 2005. BAFTA al millor actor secundari per Jamie Foxx
- 2005. BAFTA al millor guió original per Stuart Beattie
- 2005. BAFTA al millor muntatge per Jim Miller i Paul Rubell
- 2005. BAFTA al millor so per Elliott Koretz, Lee Orloff, Michael Minkler i Myron Nettinga

## Rebuda

### Box Office
La pel·lícula va ser un important èxit comercial, aconseguint en total més de 217 milions de dòlars en tot l'enter (dels quals 101 milions als Estats Units).

### Rebuda de la crítica
La pel·lícula ha rebut molt bones crítiques, recollint un 86% de crítiques favorables, amb un resultat mitjà de 7,4/10 sobre la base de 223 crítiques recollides, al lloc internet Rotten Tomatoes. Obté igualment al lloc Metacritic una nota de 71/100 sobre la base de 41 crítiques.